# Onthophagus rufopygus
Onthophagus rufopygus är en skalbaggsart som beskrevs av Frey 1957. Onthophagus rufopygus ingår i släktet Onthophagus och familjen bladhorningar. Inga underarter finns listade i Catalogue of Life.